# Verenigd Koninkrijk op het Eurovisiesongfestival 1990
Het Verenigd Koninkrijk deed in 1990 voor de tweeëndertigste keer mee aan het Eurovisiesongfestival. De zangeres Emma
was gekozen door de BBC door een nationale finale om het land te vertegenwoordigen.

## Nationale voorselectie
Onder de titel A Song for Europe 1990 hield het Verenigd Koninkrijk een nationale finale om de artiest en het lied te selecteren voor het Eurovisiesongfestival 1990. De nationale finale werd gehouden op 30 maart 1990 en werd gepresenteerd door Terry Wogan.
De winnaar werd gekozen door een jury van experten.

## In Zagreb
In Joegoslavië moest het Verenigd Koninkrijk aantreden als 7de, net na Luxemburg en voor IJsland.
Op het einde van de puntentelling bleek dat ze op een zesde plaats waren geëindigd met 87 punten.
Men ontving 1 keer het maximum van de punten.
Van België ontving het 12 punten en Nederland gaf geen punten.

### Gekregen punten

#### Finale
| 12 punten     | 10 punten                                        | 8 punten                          | 7 punten | 6 punten                 |
| ------------- | ------------------------------------------------ | --------------------------------- | -------- | ------------------------ |
| - België      | - Frankrijk - Israël - Joegoslavië - Zwitserland |                                   | - Spanje | - Ierland - Italië       |
| 5 punten      | 4 punten                                         | 3 punten                          | 2 punten | 1 punt                   |
| - Griekenland |                                                  | - Cyprus - Denemarken - Luxemburg |          | - Duitsland - Oostenrijk |

### Punten gegeven door Verenigd Koninkrijk

#### Finale
Punten gegeven in de finale:
| 12 punten | IJsland     |
| 10 punten | Ierland     |
| 8 punten  | Oostenrijk  |
| 7 punten  | Duitsland   |
| 6 punten  | Zweden      |
| 5 punten  | Joegoslavië |
| 4 punten  | Nederland   |
| 3 punten  | Luxemburg   |
| 2 punten  | Portugal    |
| 1 punt    | Spanje      |

1957 · 1958 · 1959 · 1960 · 1961 · 1962 · 1963 · 1964 · 1965 · 1966 · 1967 · 1968 · 1969 · 1970 · 1971 · 1972 · 1973 · 1974 · 1975 · 1976 · 1977 · 1978 · 1979 · 1980 · 1981 · 1982 · 1983 · 1984 · 1985 · 1986 · 1987 · 1988 · 1989 · 1990 · 1991 · 1992 · 1993 · 1994 · 1995 · 1996 · 1997 · 1998 · 1999 · 2000 · 2001 · 2002 · 2003 · 2004 · 2005 · 2006 · 2007 · 2008 · 2009 · 2010 · 2011 · 2012 · 2013 · 2014 · 2015 · 2016 · 2017 · 2018 · 2019 · 2020 · 2021 · 2022 · 2023 · 2024 · 2025